# Ernst Gideon Bek
Ernst Gideon Bek (* 18. April 1872 in Pforzheim; † 27. Juli 1945) war ein deutscher Kaufmann und Unternehmer. Sein 1897 in Pforzheim gegründetes Unternehmen produzierte Modeartikel und war in den 1920er Jahren als Hersteller von Ringgeflecht-Handtaschen und Geldbörsen bekannt. Darüber hinaus begründete er 1906 die Pforzheimer „Gartenstadt Sonnenberg“. Er war Ehrensenator der Eberhard Karls Universität Tübingen.

## Leben
Ernst Gideon Bek wurde 1872 in Pforzheim geboren. Die Eltern besaßen eine kleine Gärtnerei und waren gläubige Methodisten. Bek besuchte die Realschule in Pforzheim, anschließend machte er eine kaufmännische Lehre bei der Firma Rothacker in Pforzheim. Danach arbeitete er als Fremdsprachenkorrespondent bei den Firmen Kinzinger in Pforzheim und Baer in Hanau. 1893 war er Generalvertreter der Pforzheimer Schmuckindustrie bei der Weltausstellung in Chicago.
1897 gründete er die Firma Ernst Gideon Bek, die sehr schnell international bekannt wurde, so dass nach wenigen Jahren bereits Filialen in Birmingham, Paris, Toronto, New York City, Newark und Indien bestanden. Von 1897 bis 1914 reiste Bek mehr als 100 Mal in die USA und lernte dort auch 1898 Emilie Binder kennen, eine Tochter deutscher Auswanderer, die er 1899 heiratete.
Da Beks Geschäfte florierten, erwarb er 1906 den in der Pforzheimer Gemarkung Büchenbronn liegenden Sonnenberg und verwirklichte mit der von ihm gegründeten Gartenstadt Sonnenberg GmbH seinen Traum von der Gründung einer Gartenstadt am Rande Pforzheims. 1907 wurde zunächst auf einem 400 Ar umfassenden Teilstück des Geländes ein Wochenendhaus für die Familie Bek mit umgebender Parkanlage errichtet. 1910 wurde das gesamte Sonnenberg-Gelände erschlossen und nach Plänen des Stuttgarter Architekten Linder entstanden dort zahlreiche Eigenheime und ein Terrassencafé.
Mit Ausbruch des Ersten Weltkriegs wurden die meisten ausländischen Niederlassungen Beks geschlossen bzw. beschlagnahmt. Bek ging darauf Kooperationen im neutralen europäischen Ausland (Schweiz, Niederlande, Skandinavien) ein und konnte noch während des Krieges den durch die Schließung der alten Niederlassungen drohenden Konkurs abwenden. Nach dem Ersten Weltkrieg stellte sich Bek bei seinen Auslandsreisen, insbesondere in den USA, auch in den Dienst der notleidenden deutschen Wissenschaft, für die er zahlreiche Spenden sammelte, wofür er zum Ehrensenator der Eberhard Karls Universität Tübingen ernannt wurde.
Der nach Ausbruch des Krieges 1914 eingestellte Baubetrieb auf dem Sonnenberg konnte erst 1927 fortgeführt werden. Bek wurde 1928 in den Aufsichtsrat der Gemeinschaft der Freunde, einer der ersten deutschen Bausparkassen, berufen. Zu dieser Zeit machte sich Bek auch als Rosenzüchter einen Namen. Auf dem Sonnenberg fanden öffentliche Rosen-Ausstellungen und -Prämierungen statt.
Da in den 1920er Jahren die Nachfrage nach Handtaschen aus Ringgeflecht und Geldbörsen international sehr groß war, gründete Bek schnell wieder zahlreiche neue Tochtergesellschaften und Filialen, u. a. auch auf Menorca, sowie zwei Produktionsanlagen in Pforzheim: die Automatische Ringgeflechtfabrik GmbH und die Maschinenfabrik Becker & Bittrolf. Beks Ringgeflecht-Accessoires waren auf der ganzen Welt beliebt, so dass fast keine anderen Artikel mehr von der Firma produziert wurden. Die Festlegung auf ein einzelnes Produkt sollte sich zum Nachteil wenden, als Ringgeflecht-Accessoires gegen Ende des Jahrzehnts aus der Mode kamen. Ein Großteil der einstmals über 500 Beschäftigten musste entlassen werden, Filialen wurden geschlossen, und auch die Maschinenfabrik wurde nicht länger benötigt, da es keine Nachfrage nach Ringgeflechtmaschinen mehr gab. Die 1929 einsetzende Weltwirtschaftskrise brachte darüber hinaus große Verluste an offenen Forderungen gegen US-amerikanische Kunden. Im Oktober 1931 wurde schließlich ein Zwangsversteigerungsverfahren eingeleitet.
Bek versuchte, durch unermüdliche Reisetätigkeit neue Absatzmärkte für seine Produkte zu erschließen, verausgabte sich jedoch völlig und erlitt im Juli 1932 nach der Rückkehr von einer Italienreise einen Schlaganfall, von dem er sich nicht mehr vollständig erholen konnte. 1934 übergab er darum die Geschäfte an seine beiden Söhne Wesley Bek (* 1903) und Sigfrid Orville Bek (* 1909), die die Firma als E. G. Bek & Co. KG neu gründeten und zu neuer Blüte führen konnten. Das Stammhaus in Pforzheim wurde beim Luftangriff vom 23. Februar 1945 zerstört. Ernst Gideon Bek starb am 27. Juli 1945 im Alter von 73 Jahren.